# 네버 세이 굿바이 (영화)
네버 세이 굿바이(Kabhi Alvida Naa Kehna, Never Say Goodbye)는 인도에서 제작된 카란 조하르 감독의 2006년 드라마 영화이다. 샤룩 칸 등이 주연으로 출연하였다.

## 출연

### 주연
- 샤룩 칸
- 라니 무케르지

### 조연
- 아미타브 밧찬
- 쁘리티 진따
- 아비쉑 밧찬
- 키론 커
- 아르준 람팔

## 제작진
- 의상: 매니쉬 말호트라
- 배역: 숀 파워스
- 배역: 리타 파워스